# 雅各與天使摔跤

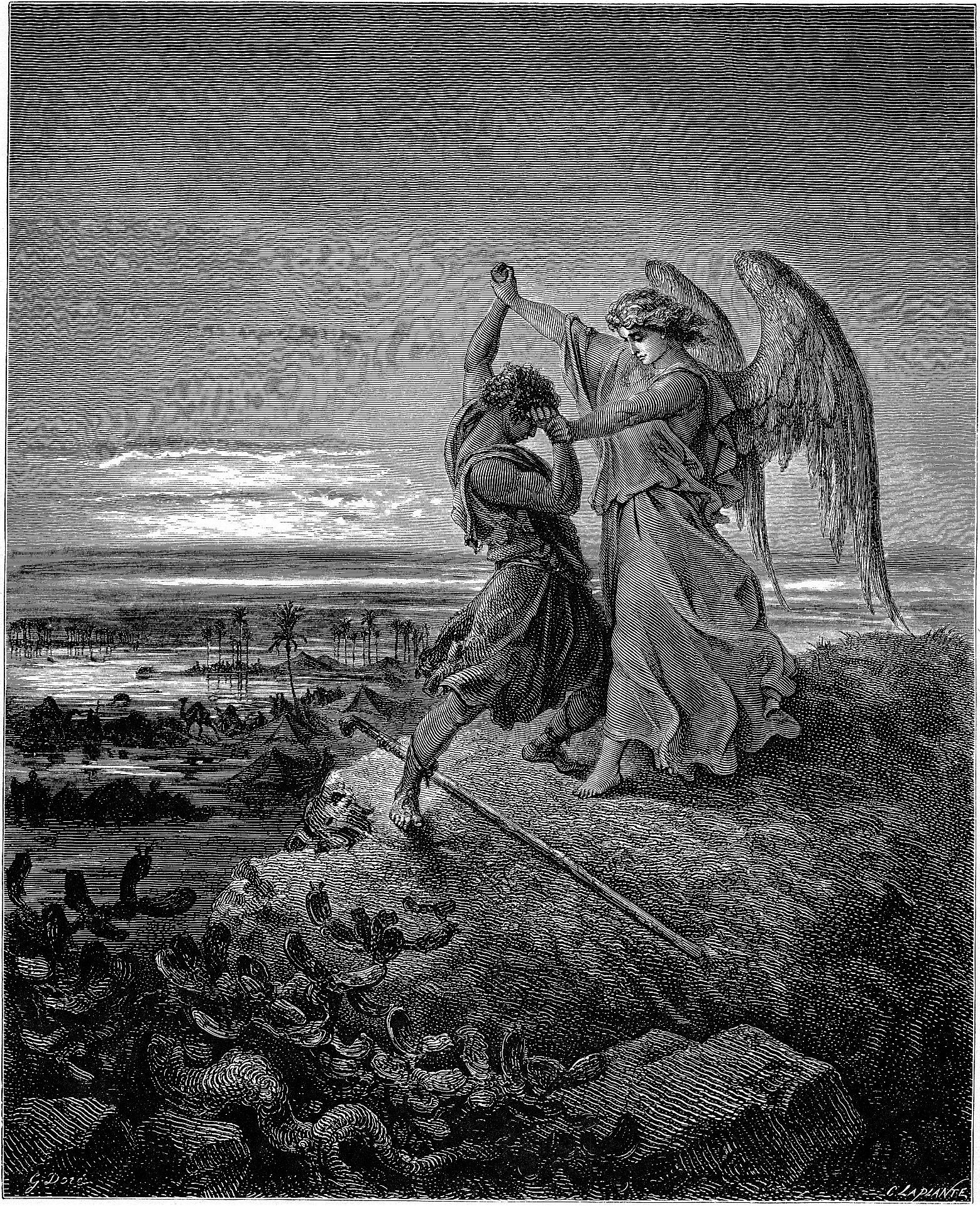
《雅各與天使摔跤》，1855，多雷

雅各與天使摔跤是《聖經·創世紀》（32：22-32）中的一個故事，描述的是雅各在返回迦南時于雅博渡口與天使摔跤的事情。原文記述為“只剩下雅各一人。有一人來和他摔跤，直到黎明。那人見自己勝不過他，就將他的大腿窩摸了一把，雅各的大腿窩正在摔跤的時候就扭了” 、“你的名不要再叫雅各，要叫以色列；因為你與神與人較力，都得了勝”、“我面對面見了神，我的性命仍得保全”。《何西阿書》中何西阿也提及此事：“他在腹中抓住哥哥的腳跟，壯年的時候與神較力。與天使較力並且得勝”。因此“有一人”中的人指的可能不僅是天使，也可能是耶和華，故這段情節又稱“雅各與神摔跤”。
實際上“人”的身份至今是學者們辯論不休的一個問題，除去天使和神外，他還可能是耶穌、先知、河神或只是雅各夢中的人物。這一場景在各類藝術和文學作品中也有反復出現。

## 藝術
以這個故事為主題的最早的插畫出現于手抄本維也納創世紀中，後世很多藝術家也曾以此為主題進行創作。

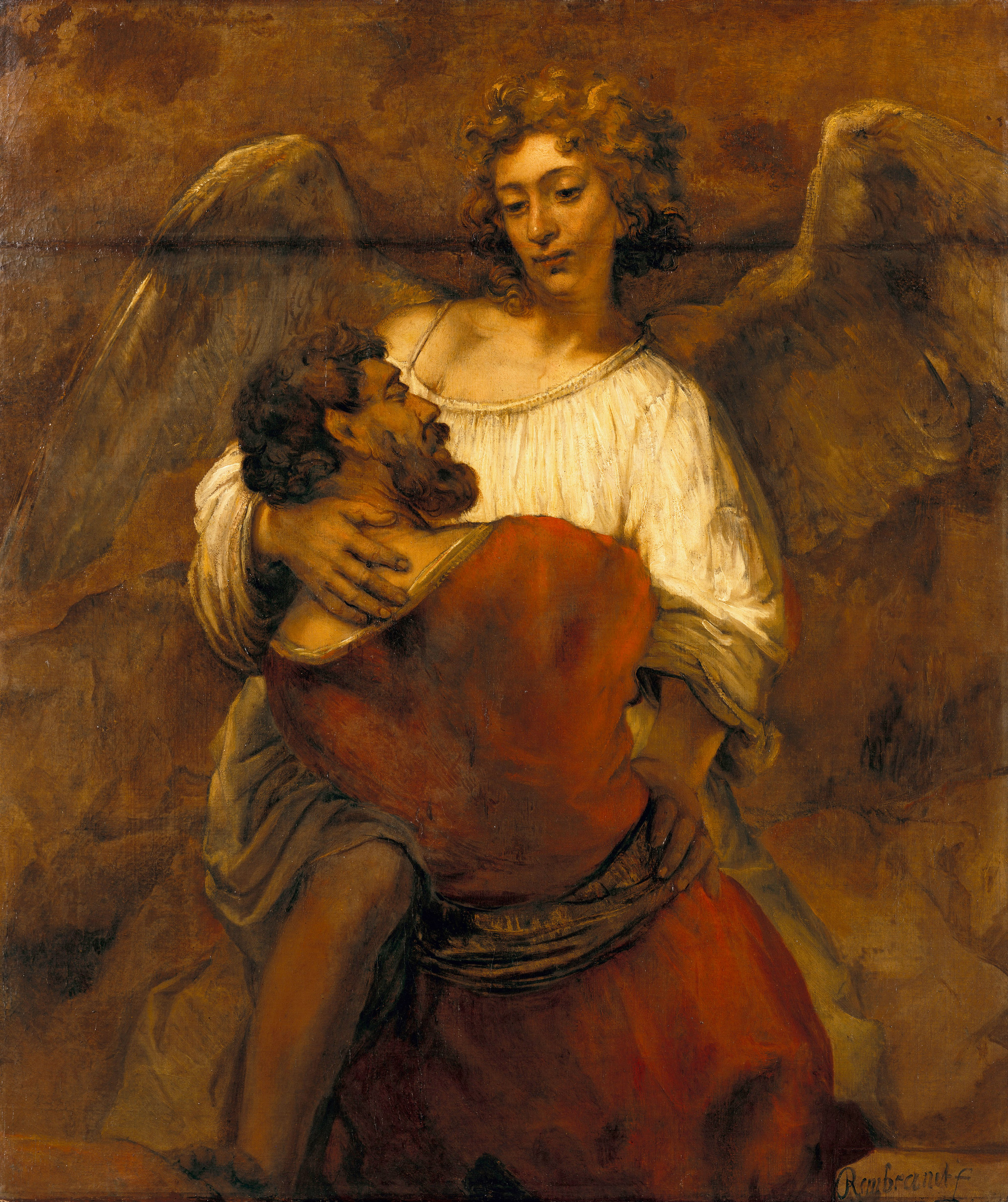
倫勃朗，1659
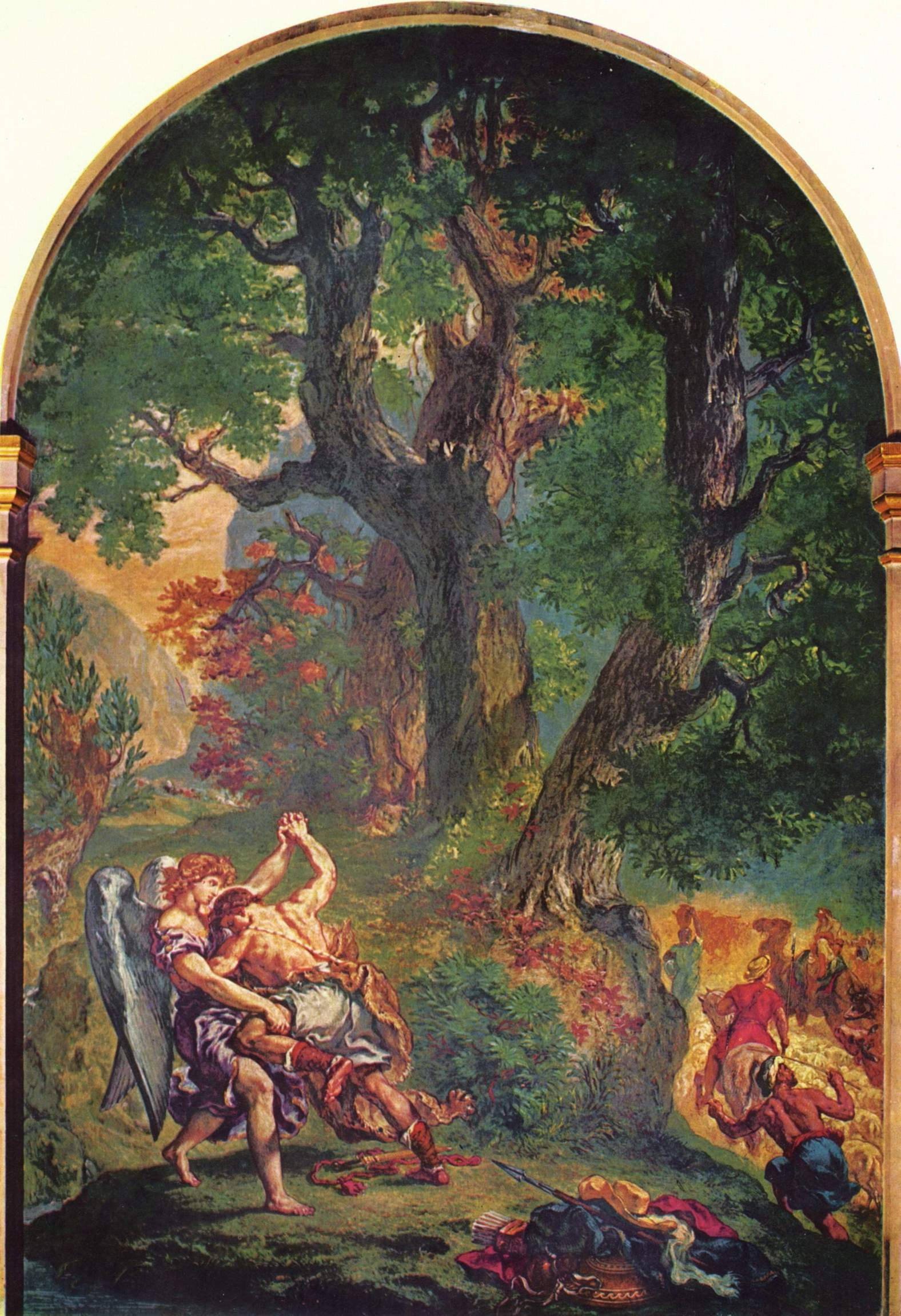
德拉克洛瓦，1861
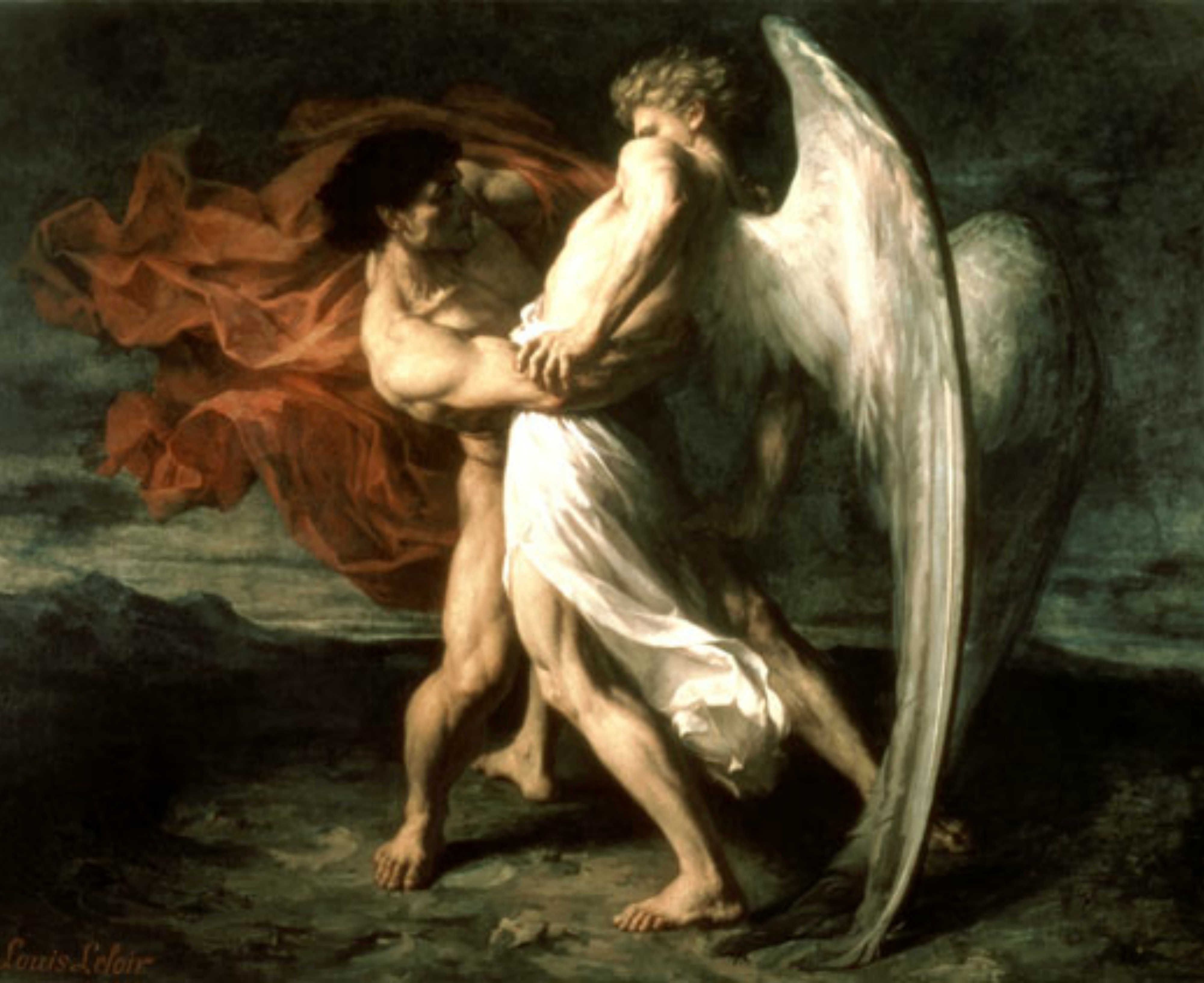
亚力山大·路易斯·勒卢瓦尔，1865
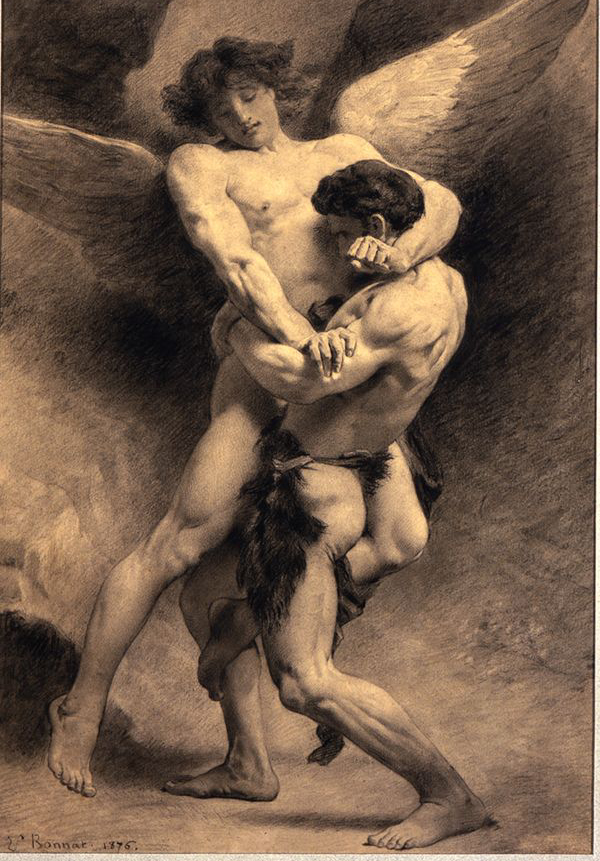
里歐·博納，1876
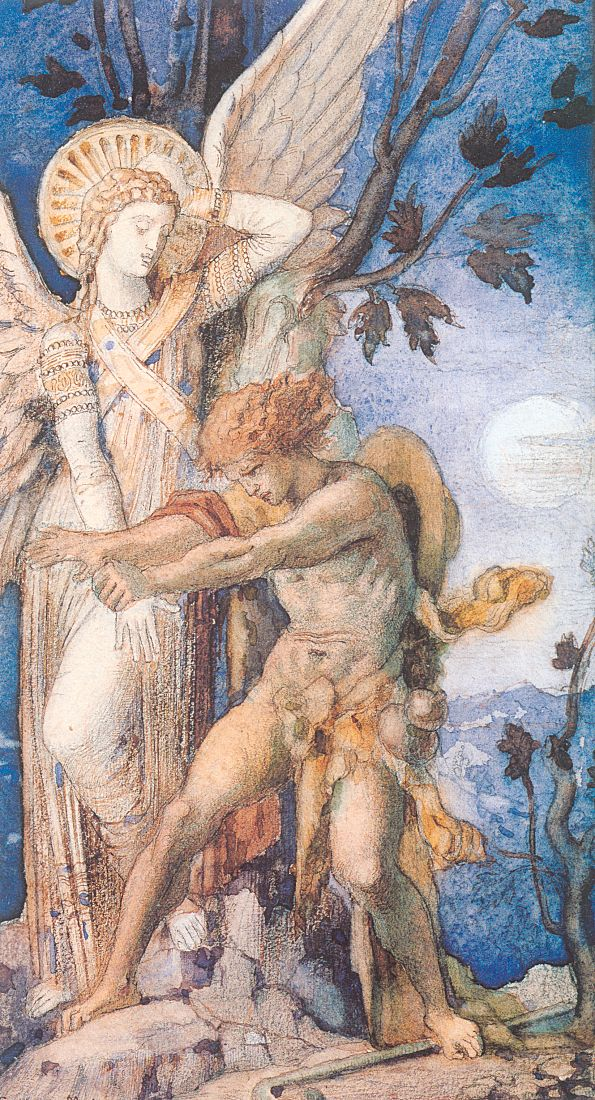
多雷，1878
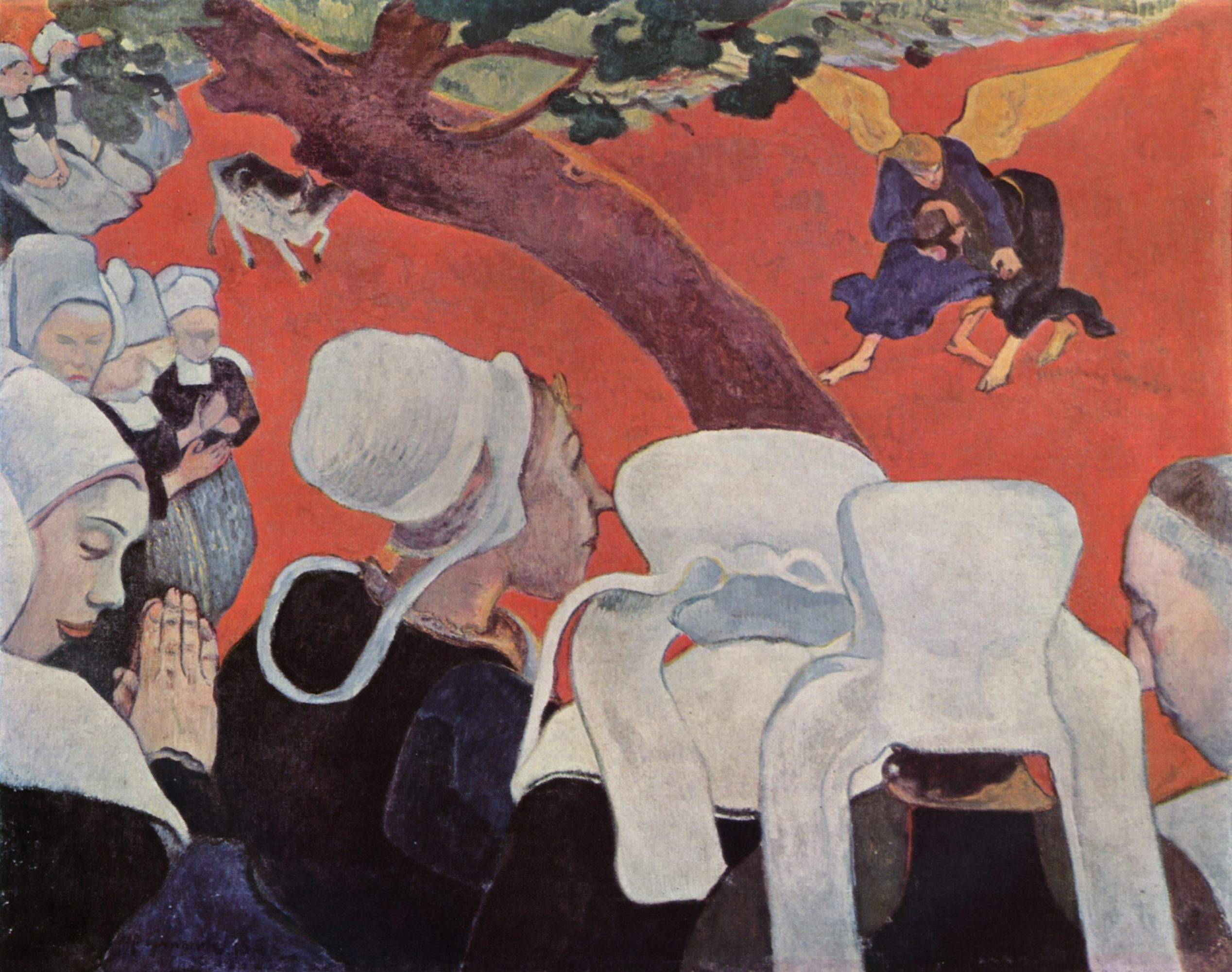
《佈道後的視覺》，1888，高更

## 外部連接
- Wrestling With Angels （页面存档备份，存于） chabad.org